# Bedřich Havlena
Bedřich Havlena (Nová Lhota, 18 maggio 1888 – San Donà di Piave, 21 giugno 1918) è stato un militare e patriota cecoslovacco.